# 甜烧白

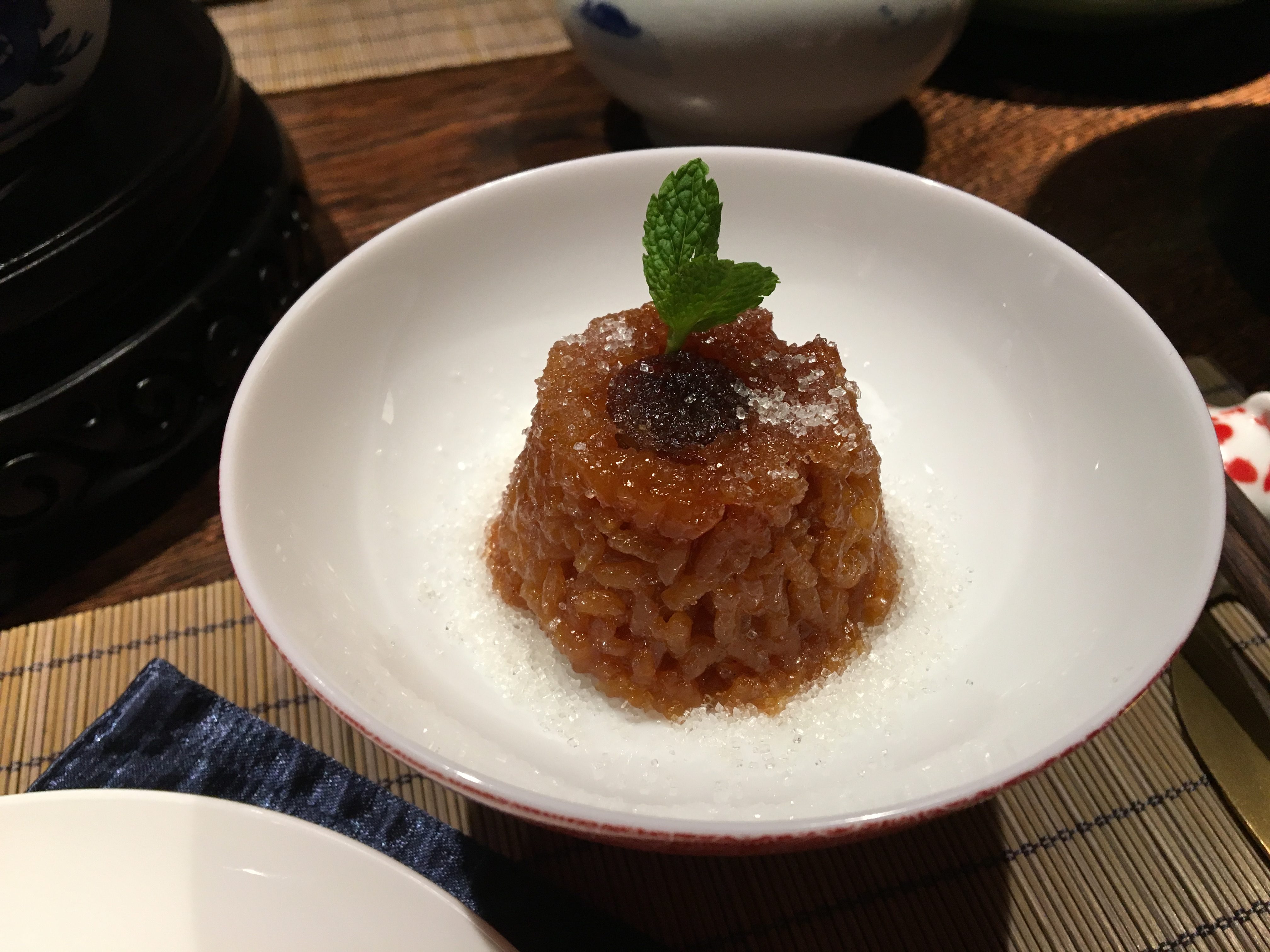
龙眼烧白，甜烧白的一种

甜烧白，也称夹沙肉，是中国川菜中的一道主要用五花肉、糯米、豆沙和糖制作的蒸菜，最初记载于清朝光绪年间的《成都通览》。甜烧白是一道受欢迎的宴席菜，曾于2020年举办的首届成都国际川菜厨师节期间被列为1860-1980年代35款传统经典川菜之一。2024年，甜烧白作为四川省简阳市踏水镇“九大碗”中的一道菜被列入简阳市第十批市级非物质文化遗产代表性项目名单。